# Echinochloa lacunaria
Echinochloa lacunaria là một loài thực vật có hoa trong họ Hòa thảo. Loài này được (F.Muell.) Michael & Vickery mô tả khoa học đầu tiên năm 1975.